# Cleo (artist)
Cleo, artistnamn för Mirjam Nathalie Missaoui, född 5 september 1987 i Gamla Uppsala församling, Uppsala län, är en svensk rappare, sångerska och låtskrivare. Cleo är uppväxt i Umeå, där hon började rappa i kollektivet Random Bastards i början av 2000-talet. Hon är en av grundarna till Femtastic, ett nätverk för kvinnor inom musik- och kulturbranschen. Hon är även engagerad i kampanjen FATTA! som arbetar med att förändra synen på våldtäkt. Tillsammans med Syster Sol driver Cleo hiphop- och reggaeworkshopen Tell Dem! Cleo har hyllats för sina energiska liveuppträdanden.

## Biografi

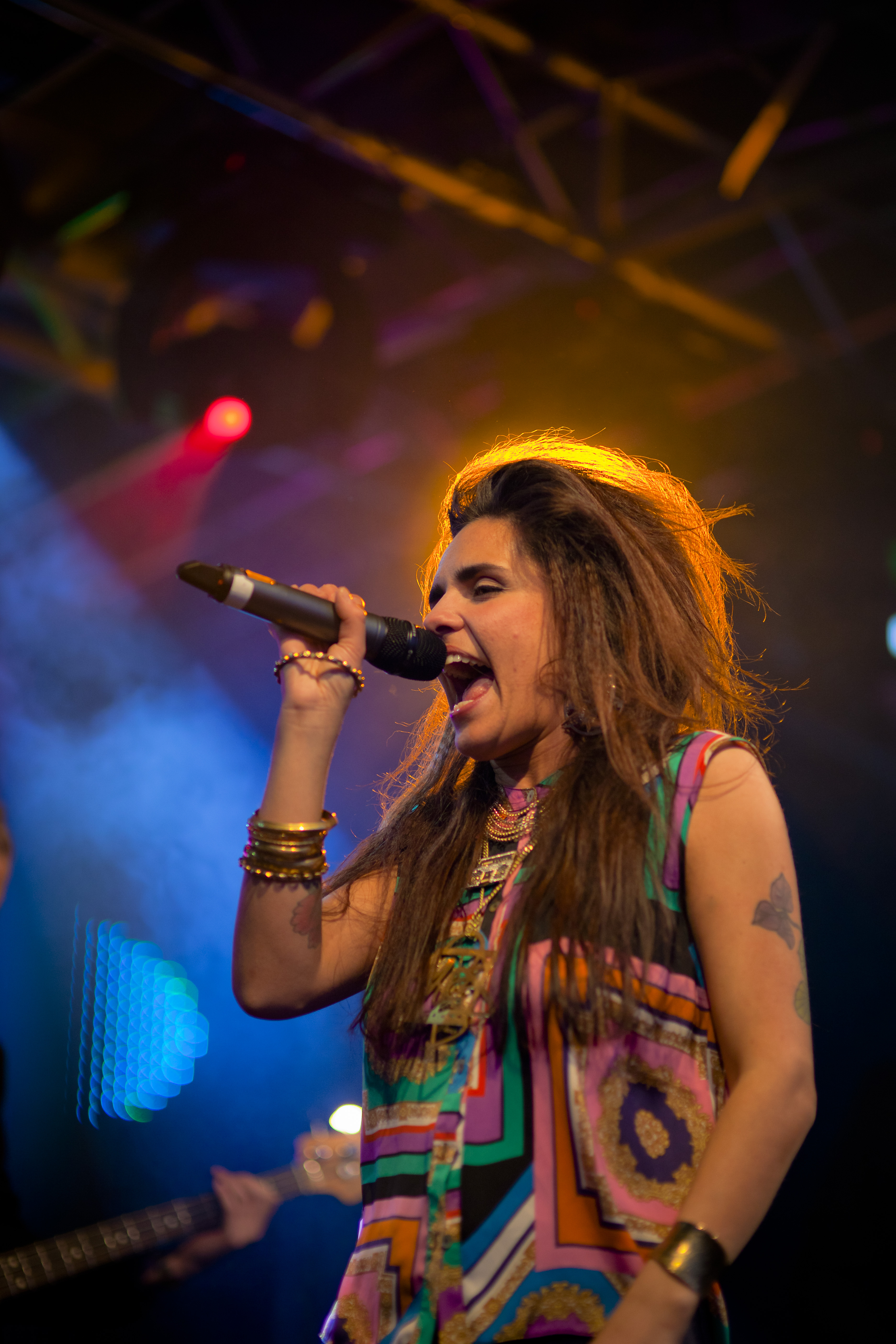
Cleo uppträder på Valborg på campus, Umeå universitet, 2012.

Cleo föddes i Uppsala men växte upp i Umeå. Hon började rappa och släppa musik runt millennieskiftet tillsammans med kollektivet Random Bastards i Umeå. 2007 skivdebuterade hon under artistnamnet Cleo med EP:n Yes She Do. 2010 tilldelades Cleo Umeå Folkets hus kulturpris Guldäpplet för att hon "lyckas med konststycket att förena ett eget musikaliskt och självständigt skapande med pedagogisk verksamhet, ett patos som skapar ringar på vattnet långt ut i den urbana musikvärlden". 2012 sågs Cleo i en mellanakt i Melodifestivalen där hon framförde en tolkning av Leila K:s "Electric" tillsammans med Jessica Folcker och Håkan Lidbo. Den 13 mars 2013 släppte Looptroop Rockers singeln "Hårt mot hårt" som Cleo gästade.
2014 skapade Cleo turbulens i Umeå vid ett konsertframträdande, där medlemmar från Revolutionära fronten bjöds upp på scenen av Cleo. Personerna var maskerade och bar tröjor med texten ”Free Joel” (”Frige Joel”), som syftade på en 36-årig antifascist som efter nazistattacken i Kärrtorp dömdes till sex och ett halvt års fängelse för försök till dråp. Efter kopplingen till Revolutionära fronten så valde en gymnasieskola i Umeå, vid vilken Cleo fått projektarbeta, att avsluta samarbetet med Cleo. Cleo svarade att skolan borde ”tagga ned”. Året därpå släppte hon en singel som hette just "Tagga ner".
På Kingsizegalan 2015 fick hon pris för Årets Live. Den 19 juni 2015 släppte Cleo sin singel "240" med Alina Devecerski som gästartist.
I början av 2018 turnerade hon och danskollektivet Juck Sverige runt med Riksteatern med föreställningen Fatta!.
År 2023 medverkade hon i SVT-serien När hiphop tog över. Samma år deltog hon i Jills veranda. 2024 medverkar hon i TV-serien Drömkåkar utomlands.
På Grammis-galan 2023 fick hon pris för Årets hiphop för skivan Missaoui.

## Privatliv
Cleo har en son, född 2009.  I april 2018 friade Cleo till sambon Erik "Fricky" Friman under festivalen "Mästerbotten" i Umeå. Paret har en dotter född 2019. Paret har senare separerat.

## Diskografi

### Album och EP
- 2006: Yes She Do (album; med Meldeah)
- 2011: Left the City Burning  (album)
- 2014: Vem e han (EP; med Kristin Amparo och Broke 'n Tipsy)
- 2016: Vi har sagt allt (EP)
- 2022: Missaoui (album)

### Singlar
- 2010: "Don't Call Yourself a King" (med Izzy)
- 2010: "Hejdå"
- 2010: "Unusual Creates Confusion"
- 2010: "Witness the Empress" (med Syster Sol och Allyawan)
- 2011: "Getaway" (med Josefin)
- 2013: "Hårt mot hårt" (med Looptroop Rockers)
- 2013: "Andas" (med Kristin Amparo och Broke 'n Tipsy)
- 2014: "Rock with It"
- 2015: "Tagga ner"
- 2015: "240" (med Alina Devecerski)